# Санд, Тодд
Тодд Санд (англ. Todd Sand; род. 30 октября 1963 года, Бербанк, Калифорния, США) — американский фигурист, выступавший в парном катании за США и в одиночном — за Данию. В паре с Дженни Мено — трёхкратный чемпион США (в 1994—96 гг.), многократный призёр этапов серии Гран-при и трёхкратный призёр чемпионата мира. В настоящее время — тренер, а также технический специалист ИСУ.
После завершения спортивной карьеры участвовал в шоу «Stars on Ice» и «Skating with Celebrities». Кроме того, вместе со своей женой Дженни Мено тренирует пару Рэна Иноуэ — Джон Болдуин.

## Семья
22 июля 1995 года Дженни и Тодд Санд поженились. У пары два сына — Джек (род. в 2004 году) и Мэтью Кеннет (род. 14 августа 2006 года).

## Результаты выступлений

### В парном катании
(с Д. Мено)
| Соревнования/Сезон      | 1992—1993 | 1993—1994 | 1994—1995 | 1995—1996 | 1996—1997 | 1997—1998 |
| ----------------------- | --------- | --------- | --------- | --------- | --------- | --------- |
| Зимние Олимпийские игры |           | 5         |           |           |           | 8         |
| Чемпионат мира          | 5         | 6         | 3         | 3         | 5         | 2         |
| Чемпионаты США          | 2         | 1         | 1         | 1         | 2         | WD        |
| Финалы Гран-при         |           |           |           | 4         | WD        |           |
| NHK Trophy              |           |           | 5         |           | 1         | 2         |
| Trophée Lalique         |           | 3         |           | 3         | 2         |           |
| Skate America           |           |           |           | 2         |           |           |
| Prague Skate            | 1         |           |           |           |           |           |

- WD = снялись с соревнований

(с Н. Качики)
| Соревнования/Сезон         | 1989—1990 | 1990—1991 | 1991—1992 |
| -------------------------- | --------- | --------- | --------- |
| Зимние Олимпийские игры    |           |           | 6         |
| Чемпионат мира             | 11        | 3         | 8         |
| Чемпионаты США             | 2         | 1         | 3         |
| Skate America              |           | 4         | 6         |
| NHK Trophy                 |           | 5         |           |
| Skate Canada International | 5         |           |           |

### В одиночном катании
(за Данию)
| Соревнования/Сезон | 1980—1981 | 1981—1982 | 1982—1983 |
| ------------------ | --------- | --------- | --------- |
| Чемпионат мира     | 19        | 22        |           |
| Чемпионат Европы   |           | 19        | 19        |